# Козелки (Самара)
Козелки́ — посёлок в городском округе Самара, подчинён Красноглинскому району города Самара.
Посёлок состоит из двух улиц (Озёрная и Школьная) и промышленных территорий.
До 2005 года посёлок входил в состав Красноярского района области.

## Население
Во время переписи 2010 года в посёлке постоянно проживало 104 жителя, в том числе 48 мужчин (46,2 %) и 56 женщин (53,8 %).

## Транспорт
- В 2 км от посёлка проходит Московское шоссе Самары, часть федеральной дороги M5.
- В посёлке находится остановочный пункт «Шведская Слобода» (код 637829) Самарского отделения Куйбышевской железной дороги.

## Экономика
- Стара-Загорский мясокомбинат. Предприятие основано в 1997 году, выпускает несколько десятков видов колбасных изделий и мясных полуфабрикатов.

- Промышленные предприятия.